# Megalleucosma allardi
Megalleucosma allardi är en skalbaggsart som beskrevs av Ruter 1978. Megalleucosma allardi ingår i släktet Megalleucosma och familjen Cetoniidae. Inga underarter finns listade i Catalogue of Life.